# Marko Paasikoski
Marko Paasikoski föddes 10 juni 1978. Han spelade först gitarr i det finska power metal-bandet Tricky Beans (som ändrade namn till Tricky Means) mellan 1995 och 1997, och sedan gick han med igen som basist (när bandet hade ändrat namn till Sonata Arctica) mellan 2000 och 2013, då han lämnade bandet på grund av att han inte kände att han klarade av att turnera längre. 

## Diskografi (urval)
Demoer med Tricky Means
- Agre Pamppers (1996)
- Friend Till the End (1996)

Studioalbum med Sonata Arctica
- Ecliptica (1999)
- Silence (2001)
- Winterheart's Guild (2003)
- Reckoning Night (2004)
- Unia (2007)
- The Days of Grays (2009)
- Stones Grow Her Name (2012)